# مونته‌دورو
مونته‌دورو (به ایتالیایی: Montedoro) یک منطقهٔ مسکونی در ایتالیا است که در استان کالتانیستا واقع شده‌است.

## خصوصیات
مونته‌دورو ۱۴٫۱ کیلومترمربع مساحت و ۱٬۷۵۱ نفر جمعیت دارد و ۴۵۰ متر بالاتر از سطح دریا واقع شده‌است.

## خواهرخوانده
شهرهای وو آن وولن و مزیو خواهرخوانده‌های مونته‌دورو هستند.